# Chromis viridis
Chromis viridis · Chromis bleu-vert, Demoiselle verte, Demoiselle bleu-vert
Espèce
Chromis viridis, communément nommé Chromis bleu-vert, Demoiselle bleu-vert ou Demoiselle verte, est une espèce de poissons marins de la famille des Pomacentridae.

## Description

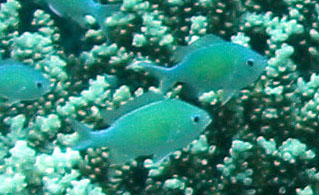

C'est une petite demoiselle caractéristique, de couleur bleu clair aux reflets verts sur le dos. La livrée étant iridescente, elle peut aussi paraître entièrement bleue, verte, voire jaune pâle. La face porte une ligne bleue sur les lèvres et une ligne bleue qui relie la lèvre supérieure aux yeux. Sa queue en V est légèrement asymétrique (plus forte sur la partie supérieure, qui contient la fin de la colonne vertébrale). Sa taille maximale est de 10 cm.

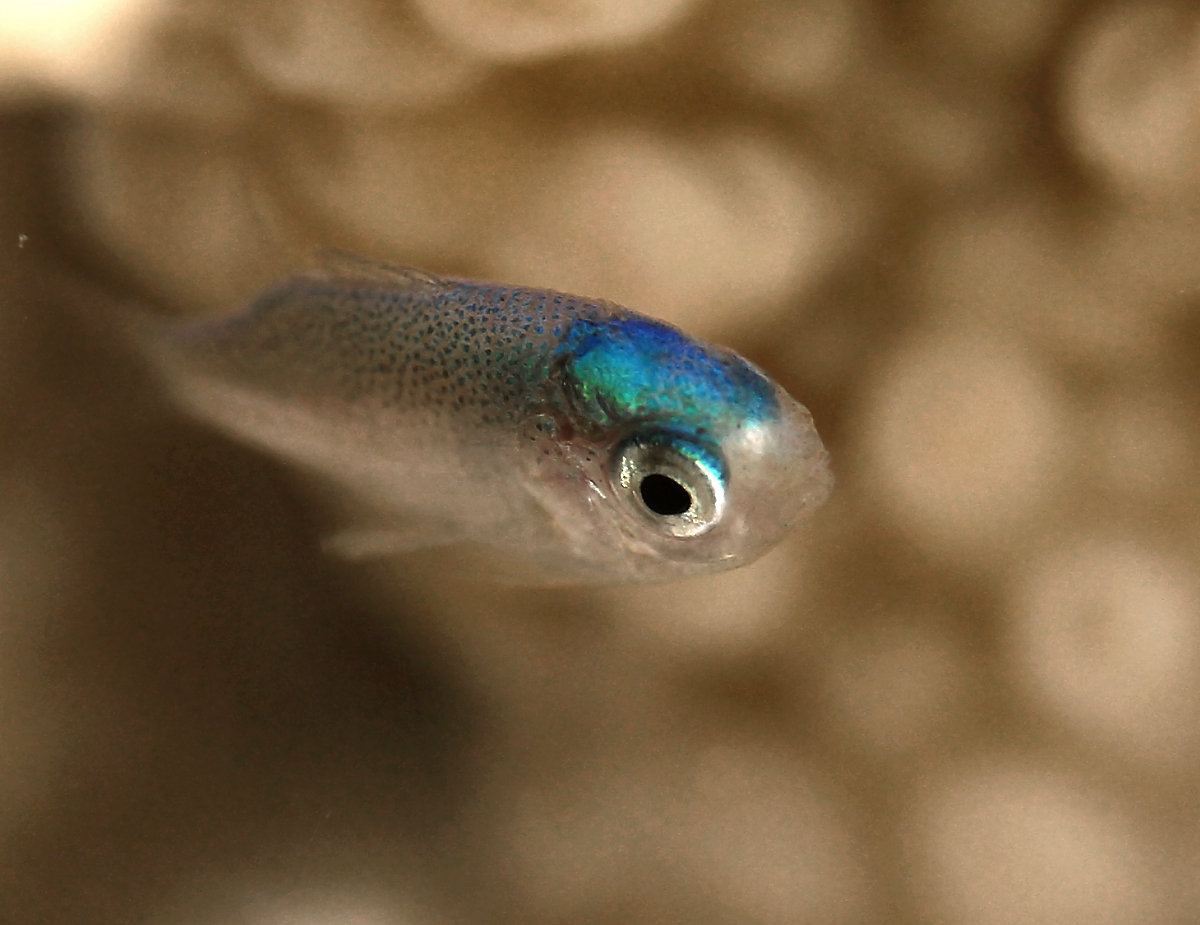
Post-larve.
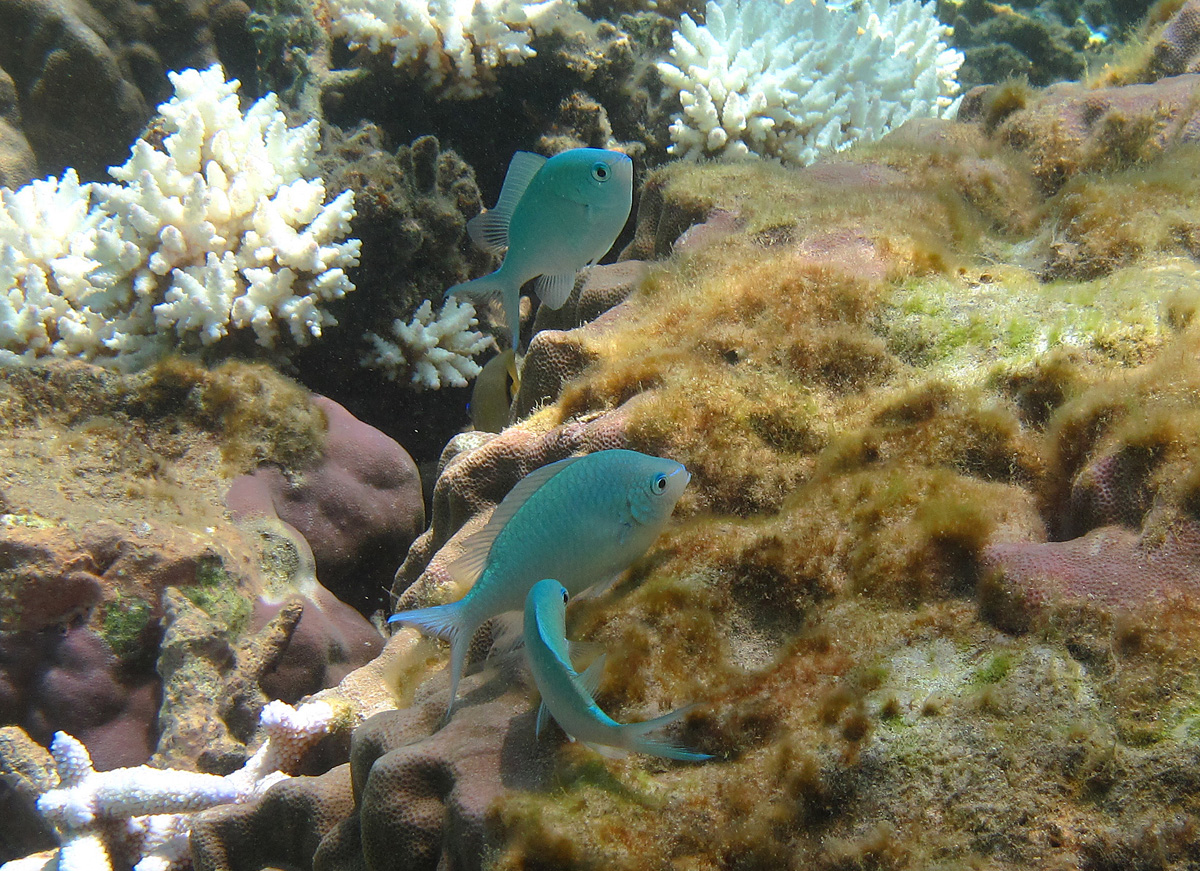
Groupe d'adultes
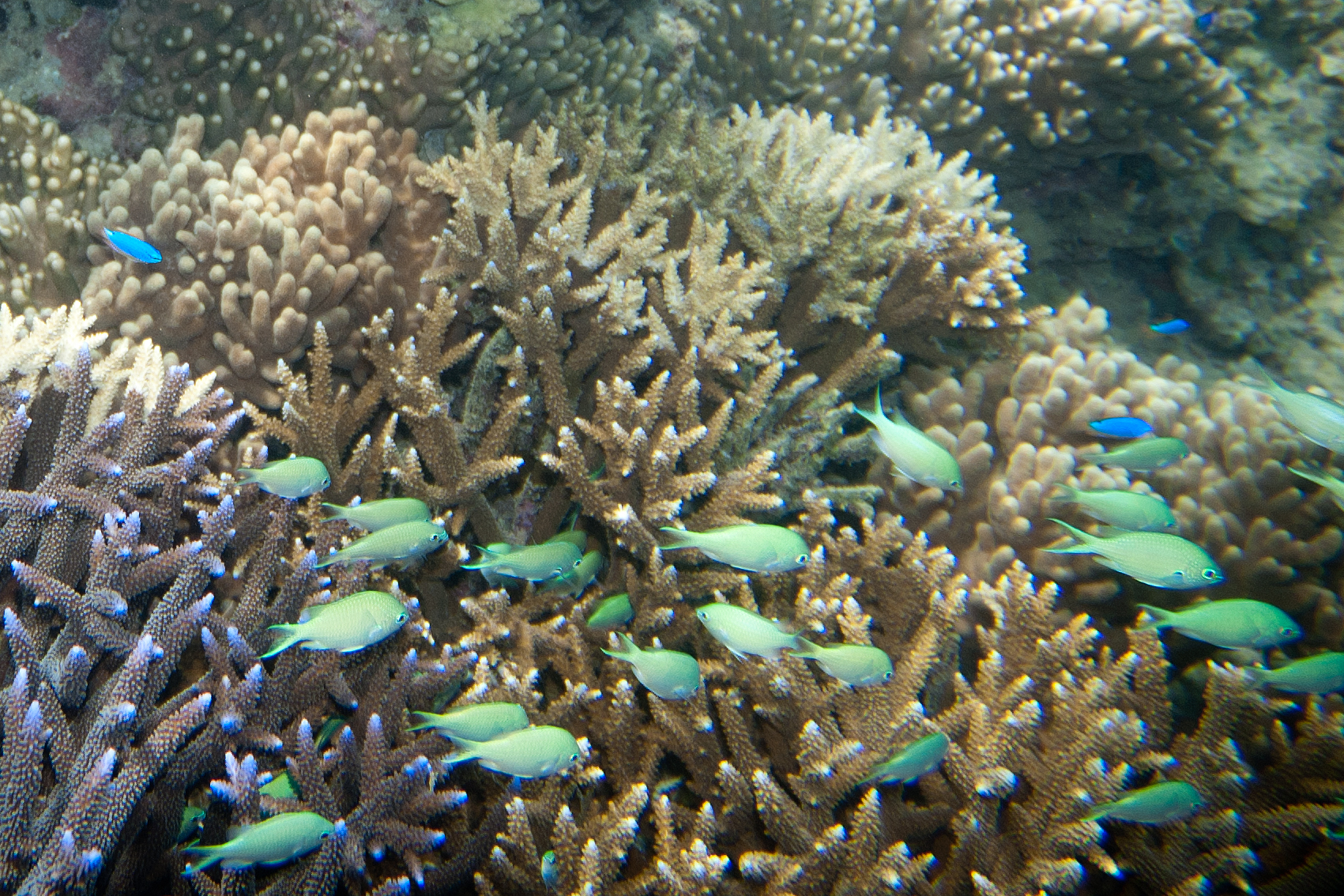
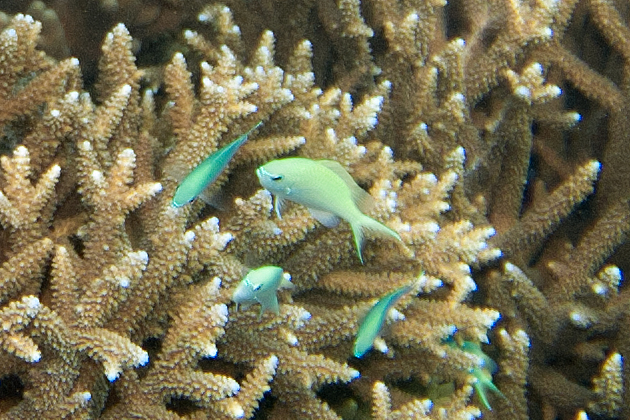

Elle peut être confondue en mer Rouge et dans le nord de l'océan Indien avec sa proche parente Chromis atripectoralis, mais celle-ci a une tache noire à la base des pectorales.

## Habitat et répartition

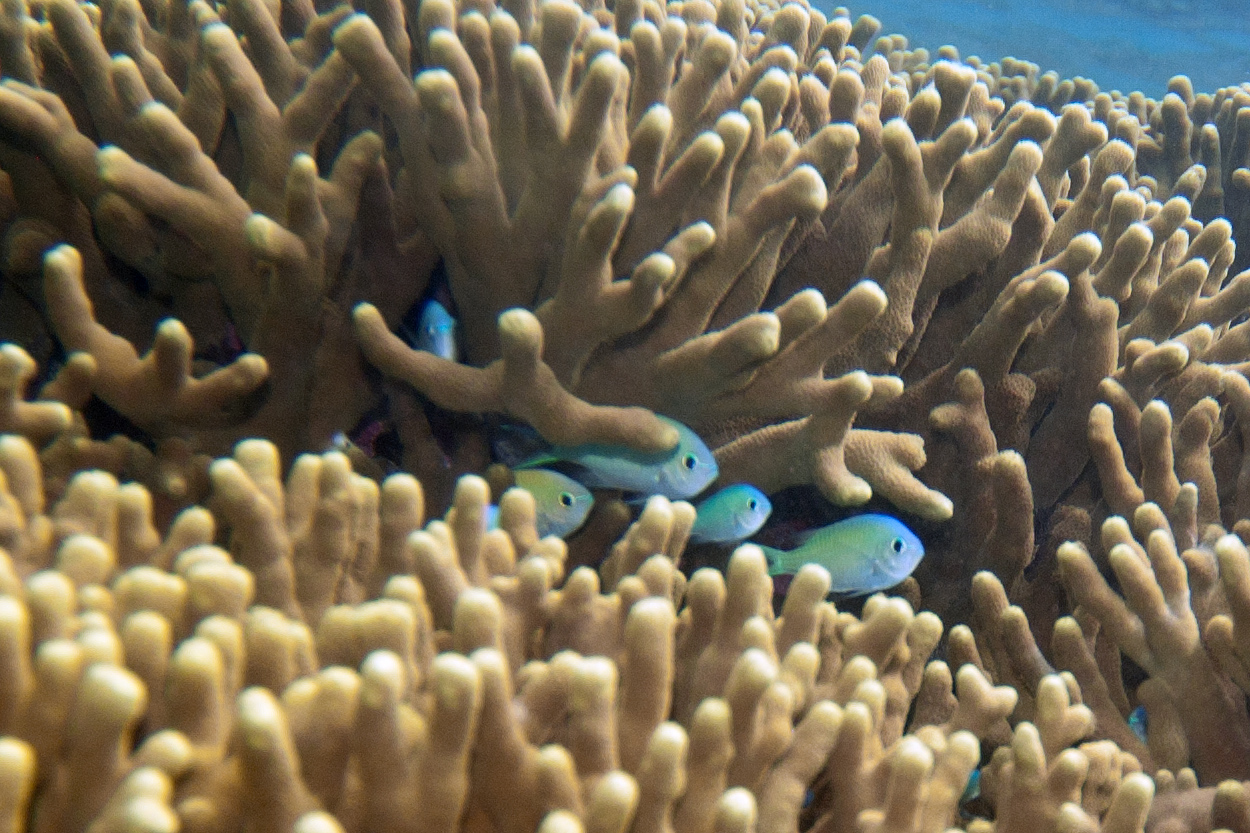

Le Chromis bleu-vert est présent dans les eaux tropicales de la région Indo-Pacifique, mer Rouge incluse. Ce sont des habitants typiques et abondants des récifs coralliens de faible profondeur, où on peut les rencontrer jusqu'à 12 mètres de fond.

## Écologie et comportement

### Alimentation

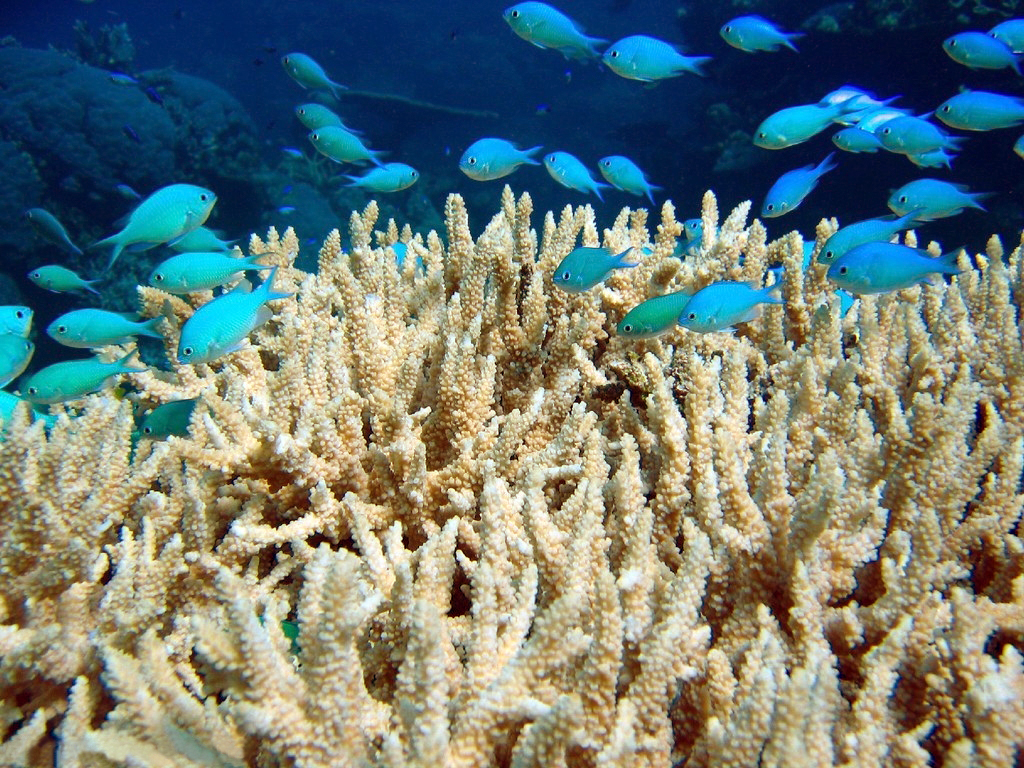

Cette espèce est omnivore, mais essentiellement planctonophage : elle mange du phytoplancton et de zooplancton, attrape des crustacés planctoniques copépodes .... 

### Reproduction

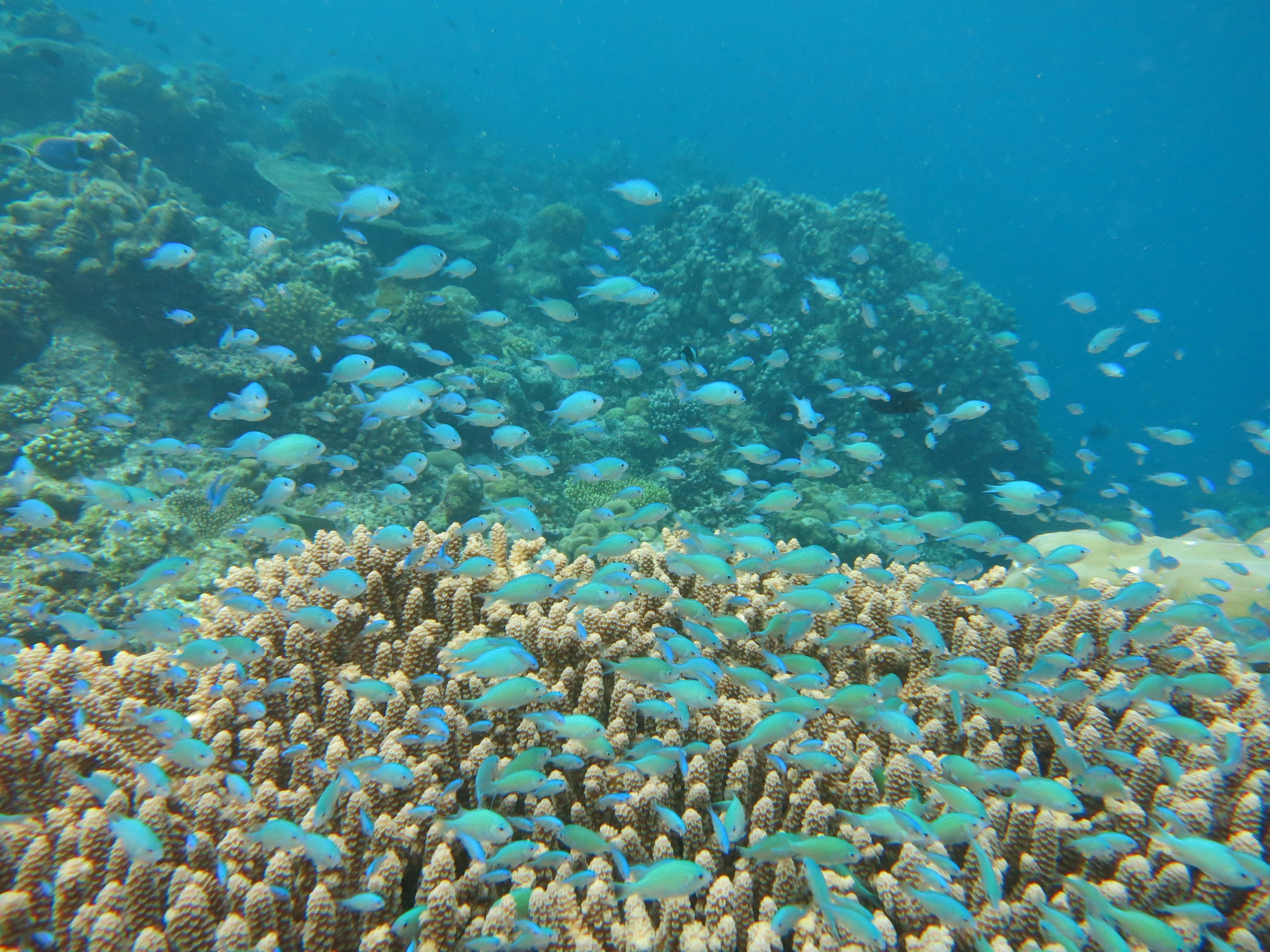
Grande colonie de demoiselles bleues sur un récif en bonne santé aux Maldives.

La reproduction de Chromis viridis occasionne des agrégations plus ou moins importantes. Les nids, ménagés sur le substrat, une algue ou une branche de corail, sont sommaires et très proches les uns des autres. Les mâles adoptent généralement une livrée nuptiale spectaculaire (dorsale bleu profond et noire, anale jaune, pectorales bordées de noir). Chacun tente d'attirer les femelles vers le sien. Les femelles fixent leurs œufs sur le nid choisi, le mâle qui en est le propriétaire vient ensuite les féconder. Ce sont les mâles qui gardent les œufs jusqu'à leur éclosion, deux à trois jours plus tard.

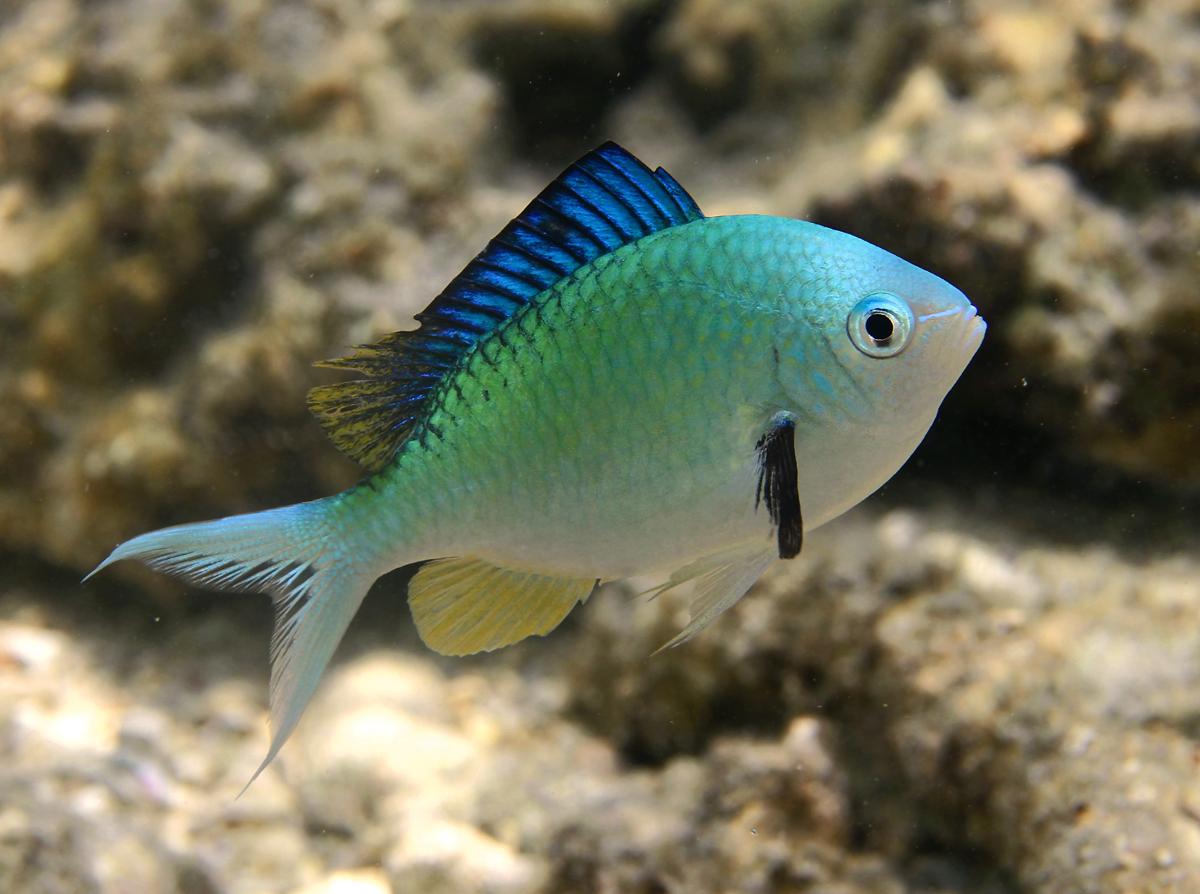
Mâle en livrée nuptiale
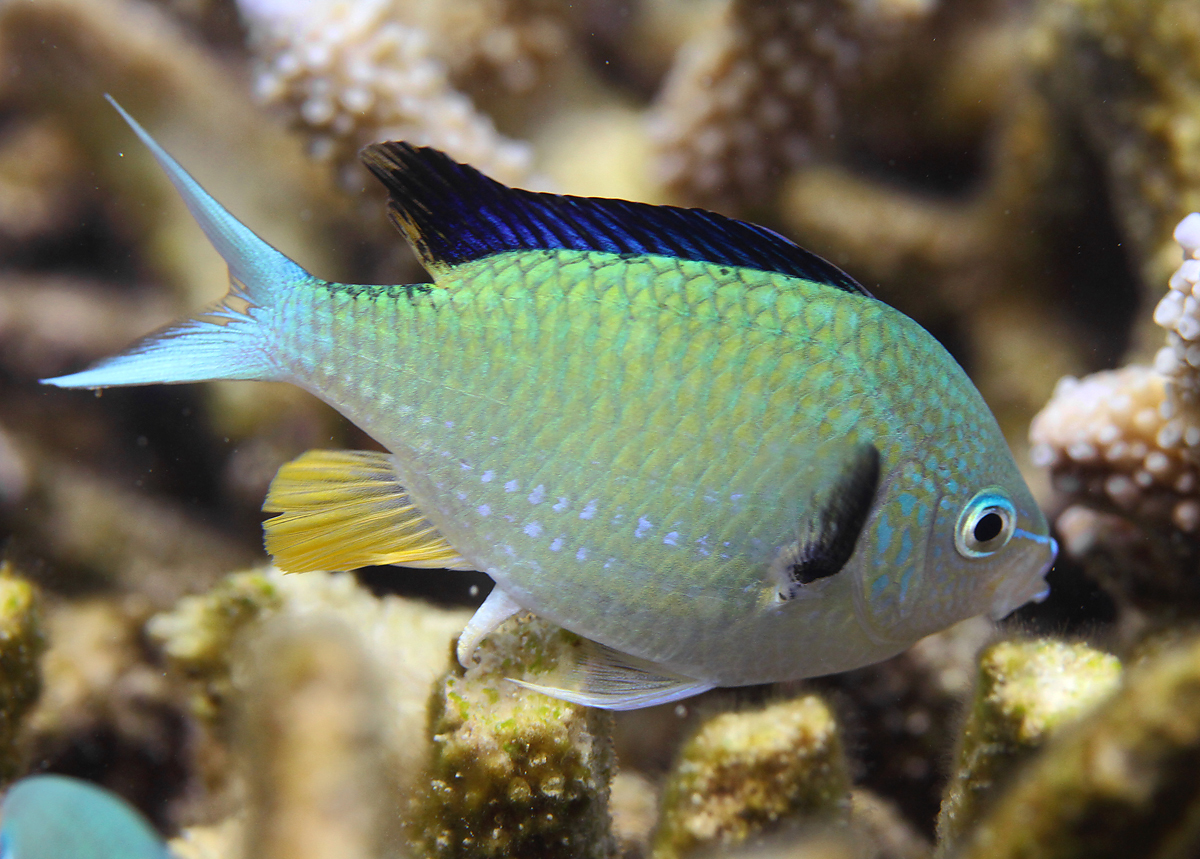
Mâle fécondant les œufs déposés par une femelle. La papille génitale est visible.

### Comportement et associations
Cette espèce est grégaire et territoriale. Elle fait partie des espèces bioindicatrices : son abondance dans un récif signale la bonne santé des coraux, auxquels elle est étroitement associée.